# 行政命令
行政命令是政府行政部門中，上級發出指示下屬行為的命令，名稱或有不同。在中國傳統中通常稱為“令”、“政令”等。在軍隊裡，上級發出指示下屬的作戰、打仗和戰鬥等命令行為稱為軍令，即軍事命令。軍人若違抗軍事命令，則可能因其抗命行為而成立刑事犯罪，並得接受司法審判。很多現代國家都設有專門的軍事法庭或法院，如臺灣的「國防部高等軍事法院」。

## 中華民國
中華民國法規依高低順序分為憲法、法律和命令三個層級，採法律優位原則，設計為以《中華民國憲法》為國家根本大法，由立法院依憲法規定制訂法律，並由法律授權政府頒布命令，以達到依法行政、維護民權等目的。依中華民國現行憲政體制，所有法令皆不可違背其上位階的規定，違者無效；如有法規適用範圍或法律權限上的爭議，應聲請司法院大法官組成「憲法法庭」，進行統一解釋。立法院亦應參考憲法法庭頒布之《憲法判決》（舊稱「《司法院大法官解釋》」），並針對法條內容予以適當修正，以符合判決之意旨。

## 中华人民共和国
中華人民共和國法律中由國務院（中央人民政府）頒布的行政法規。

### 香港特別行政區
根據《香港基本法》第四十八條第四款，行政長官有權發佈行政命令，但這個行政命令的權力為何並無詳細說明。在2005年香港有關“秘密監察”的訴訟中，由於原《電訊條例》第33条被法庭裁定違反香港基本法中保護市民有秘密通訊自由的條文，行政長官曾蔭權於是發出《執法（秘密監察程序）命令》，指示執法部門进行截取通訊时需如何获得授权。根据保安局的资讯文件，行政命令并非成文法或其他形式的法律，不能订立罪行、修订其他法例或向公众施加责任。最终，在梁国雄和古思堯诉香港特别行政区行政长官一案中，香港高等法院原訟法庭裁定有关命令属合法制订，但并不符合基本法第30条“依照法律程序”的要求。
2008年12月12日，香港上訴庭認可香港東區裁判法院有司法管轄權審理「違反基本法」事宜，但上訴法官馬道立（後來的香港終審法院首席法官）認為《電訊條例》有關無證廣播的定罪的條文本身合法，核發廣播執照的制度是否違反基本法並非該案重點，下令下級法院重審電台主持的無證廣播控罪，是否違反基本法則不予處理。